# Josve Aiazzi
(Armando Aste)
Josve Aiazzi (Prato, 13 aprile 1925 – Monza, 28 maggio 2010) è stato un alpinista italiano membro del gruppo Pell e Oss di Monza e del Club Alpino Accademico Italiano, straordinario secondo di cordata di Andrea Oggioni, con cui ha messo a segno un incredibile numero di salite.

## Biografia

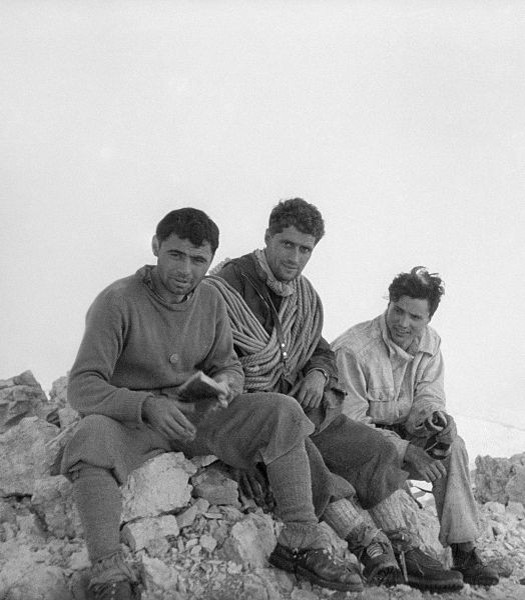
Aiazzi(centro) in compagnia di Oggioni(sinistra) e Aste(destra) sulla Cima d'Ambiez dopo aver aperto la 'via della concordia'. Foto scattata da Angelo Miorandi, quarto componente della cordata.

Fu uno dei fondatori del 'Pell e Oss', un gruppo molto attivo di Monza. Cresciuto nell'ambiente della Grignetta, ben presto trovò in Andrea Oggioni e Walter Bonatti i compagni abituali di imprese dal sapore leggendario. Con attrezzatura alpinistica più che sommaria (sacchi di iuta da patate usati come sacchi da bivacco, scarponi fabbricati con il cartone, corde di canapa) essi affrontarono con grande coraggio e con immensa passione tutti gli itinerari dei maestri dell'anteguerra (Cassin, Ratti, Gervasutti, Soldà, Carlesso, Detassis). Tra le molte difficoltà esistenziali, Aiazzi, come d'altronde i suoi amici monzesi e lecchesi, seppe esprimere un alpinismo di altissimo livello su tutta la catena alpina, sacrificando alla passione alpinistica ogni attimo libero della sua vita. Soprattutto con Andrea Oggioni formò una cordata affiatatissima, ritenuta all'epoca come una delle migliori d'Europa, al livello di altre cordate famose come la Livanos-Gabriel o la Couzy-Desmaison. Aiazzi è ricordato particolarmente come secondo di cordata velocissimo e resistente, all'altezza di ogni situazione e su ogni terreno.
Numerosissime le imprese compiute su tutto l'arco alpino. Tra le più significative è da ricordare la prima salita del gran diedro orientale della Brenta Alta (1953), la prima invernale della via Costantini-Apollonio sul pilastro della Tofana (1953), la prima salita della Via della Concordia sulla parete est della Cima d'Ambiez (1955), tutte con Andrea Oggioni. Sempre nelle Dolomiti. Aiazzi ha compiuto prime ascensioni di livello estremo con il roveretano Armando Aste, mentre nelle Alpi Centrali (Masino) ha realizzato prime ascensioni con altri alpinisti del gruppo monzese (Taldo, Nusdeo, Pizzocolo); Da ricordare la via Centenario Cai sulla parete sud della Punta Ferrario. Nel campo dell'alpinismo extraeuropeo è da ricordare la sua partecipazione alla spedizione italiana alle Torri del Paine in Patagonia(1962-1963). La cordata di Punta italiana, composta da Armando Aste, Josve Aiazzi, Vasco Taldo, Nando Nusdeo, Carlo Casati e Giancarlo Frigieri fu di poche ore preceduta da un gruppo britannico guidato da Barry Page sulla torre centrale, mentre salì in prima assoluta la torre sud, dedicando la via al caro amico morto pochi anni prima: Andrea Oggioni.

## Filmografia
- Insieme all'amico e compagno Andrea Oggioni è protagonista del film "La Grignetta" di Renato Gaudioso.
- "Sesto grado in Patagonia"[4], regia di Renato Cepparo, fotografia di C. Casati, Vasco Taldo. Film sulla spedizione alle torri del Paine[5] del 1962-1963. Il lungometraggio vinse come miglior film di montagna al Trento film festival del 1963.

## Galleria d'immagini

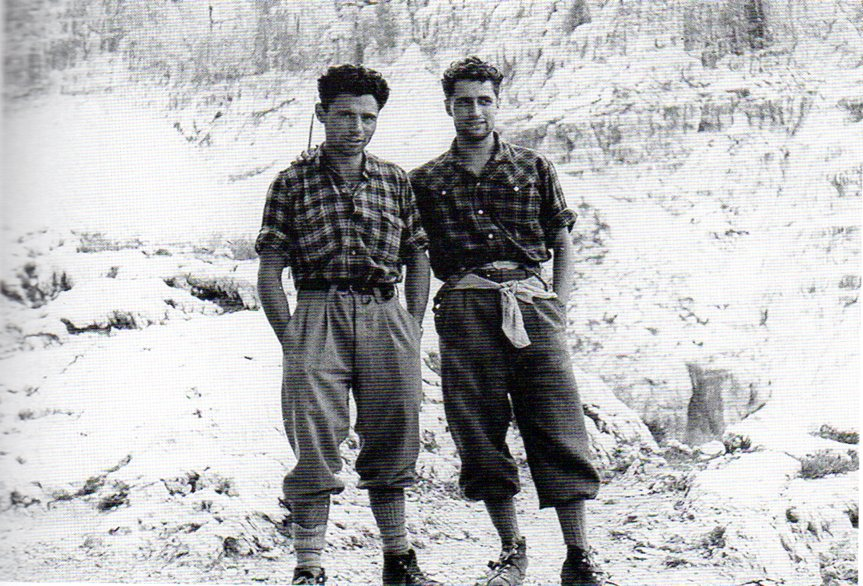
Andrea Oggioni e Josve Aiazzi (destra) dopo la prima salita della parete est della Brenta Alta (luglio 1953).
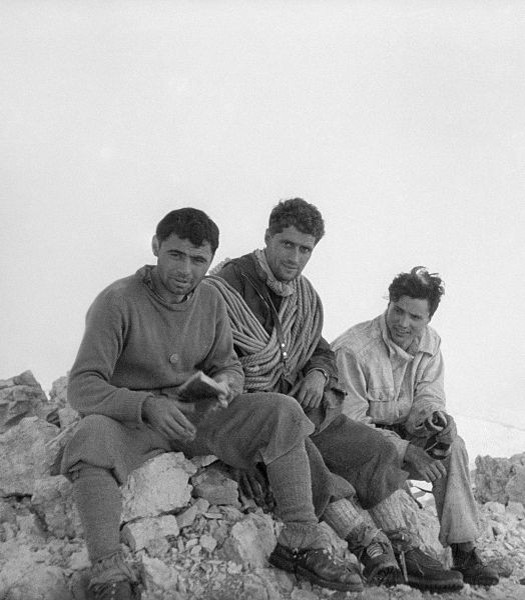
Aiazzi (al centro) in compagnia di Andrea Oggioni (sinistra) e Armando Aste (destra) sulla vetta della Cima d'Ambiez (Via della concordia). Foto scattata da Angelo Miorandi.
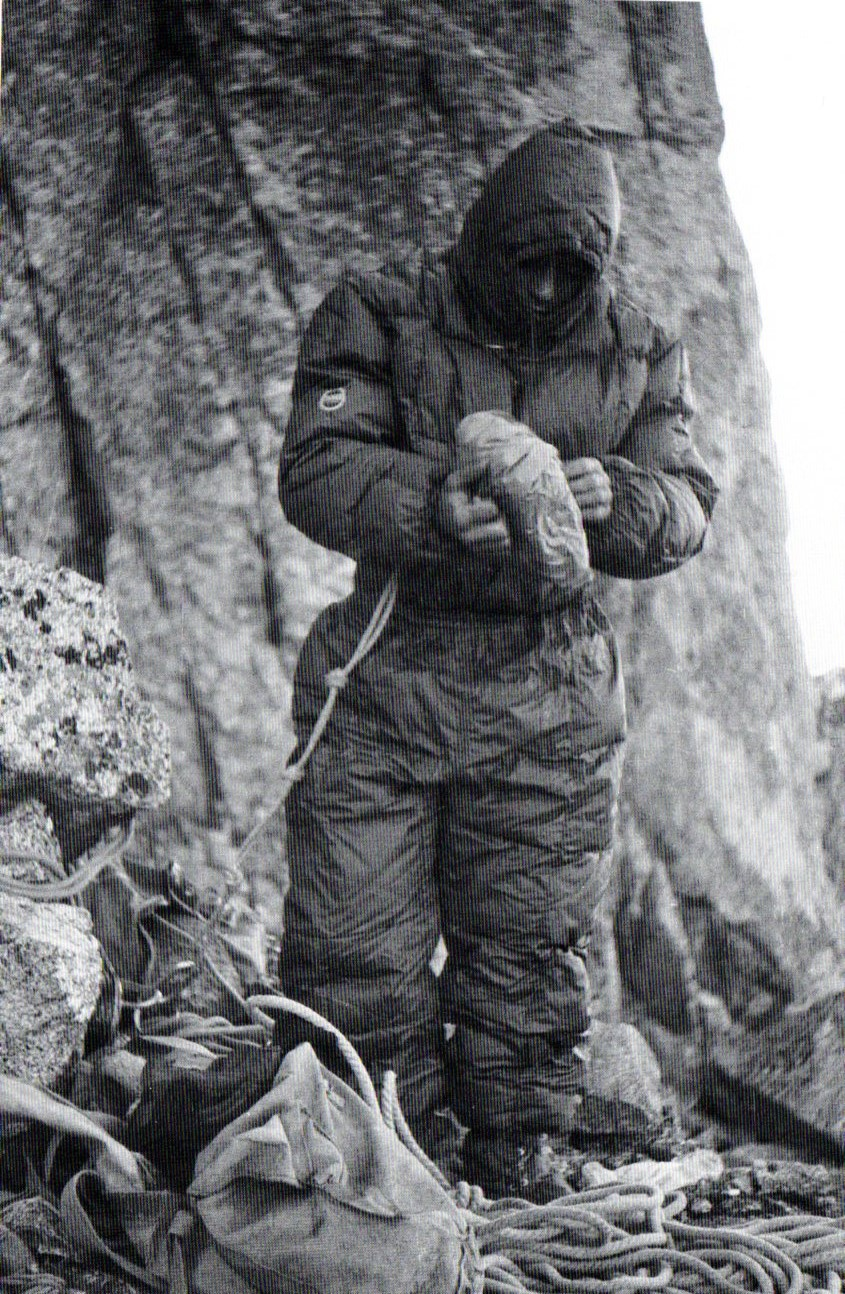
Uno dei durissimi bivacchi che Andrea Oggioni (nella foto) e Josve effettuavano per poter completare le loro ascese. Foto scattata da Josve sulla torre Bignami nel settembre del 1956.
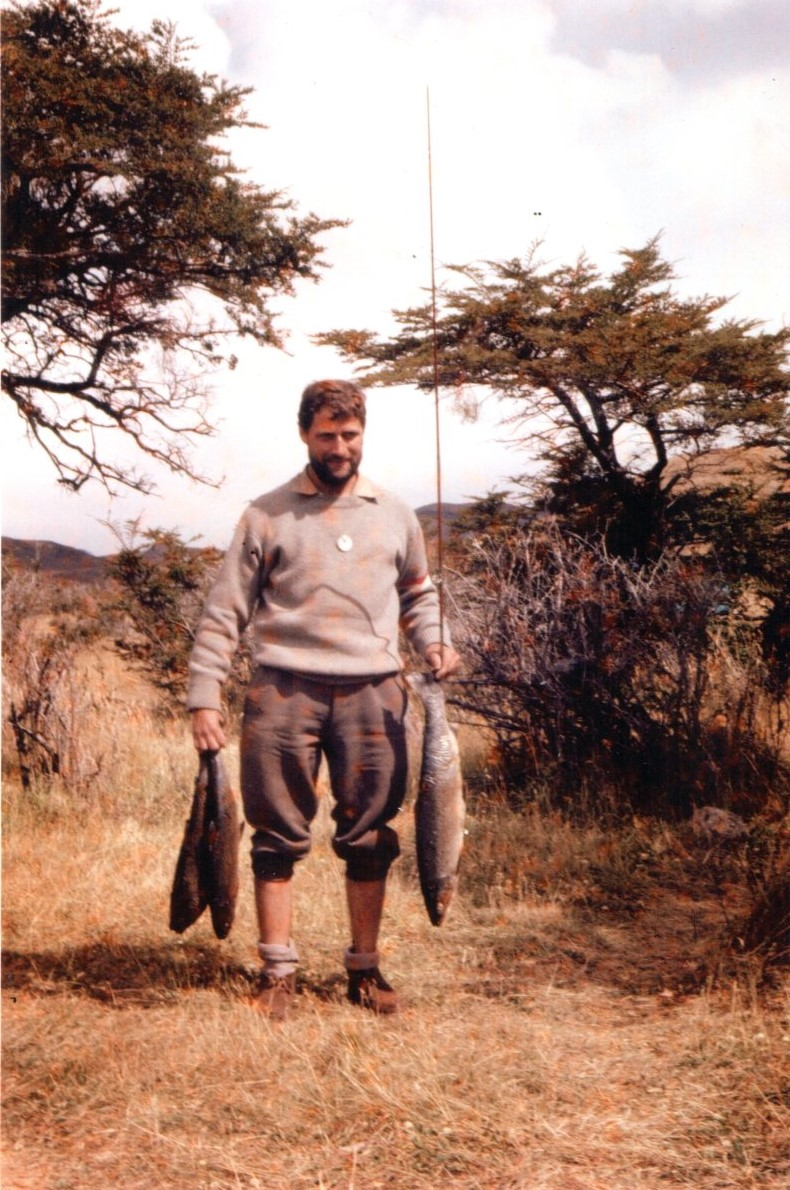
Josve torna vittoriosamente al campo base della spedizione alle torri del Paine con 3 grossi pesci.
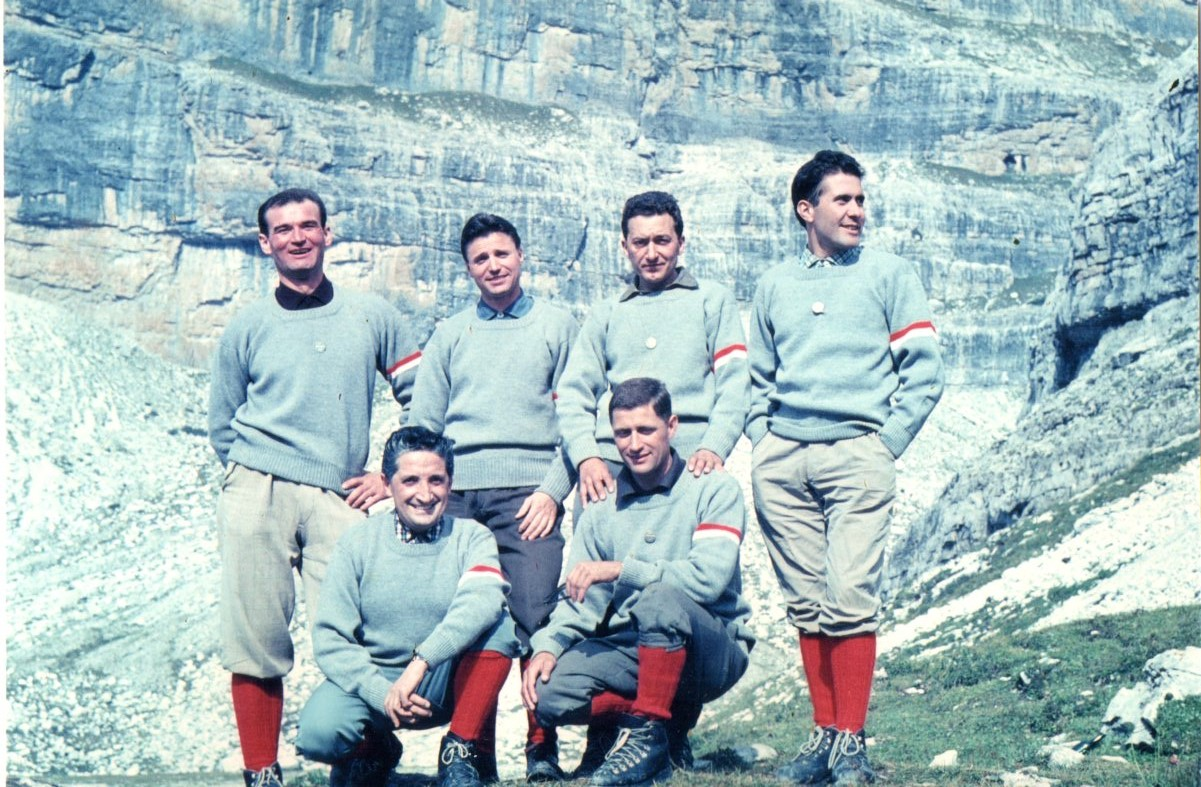
I componenti della spedizione alle torri del Paine del 1958. Da sinistra in piedi: Vasco Taldo, Armando Aste, Carlo Casati, Nando Nusdeo. Da sinistra seduti: G. Carlo Frigieri, Josve Aiazzi.
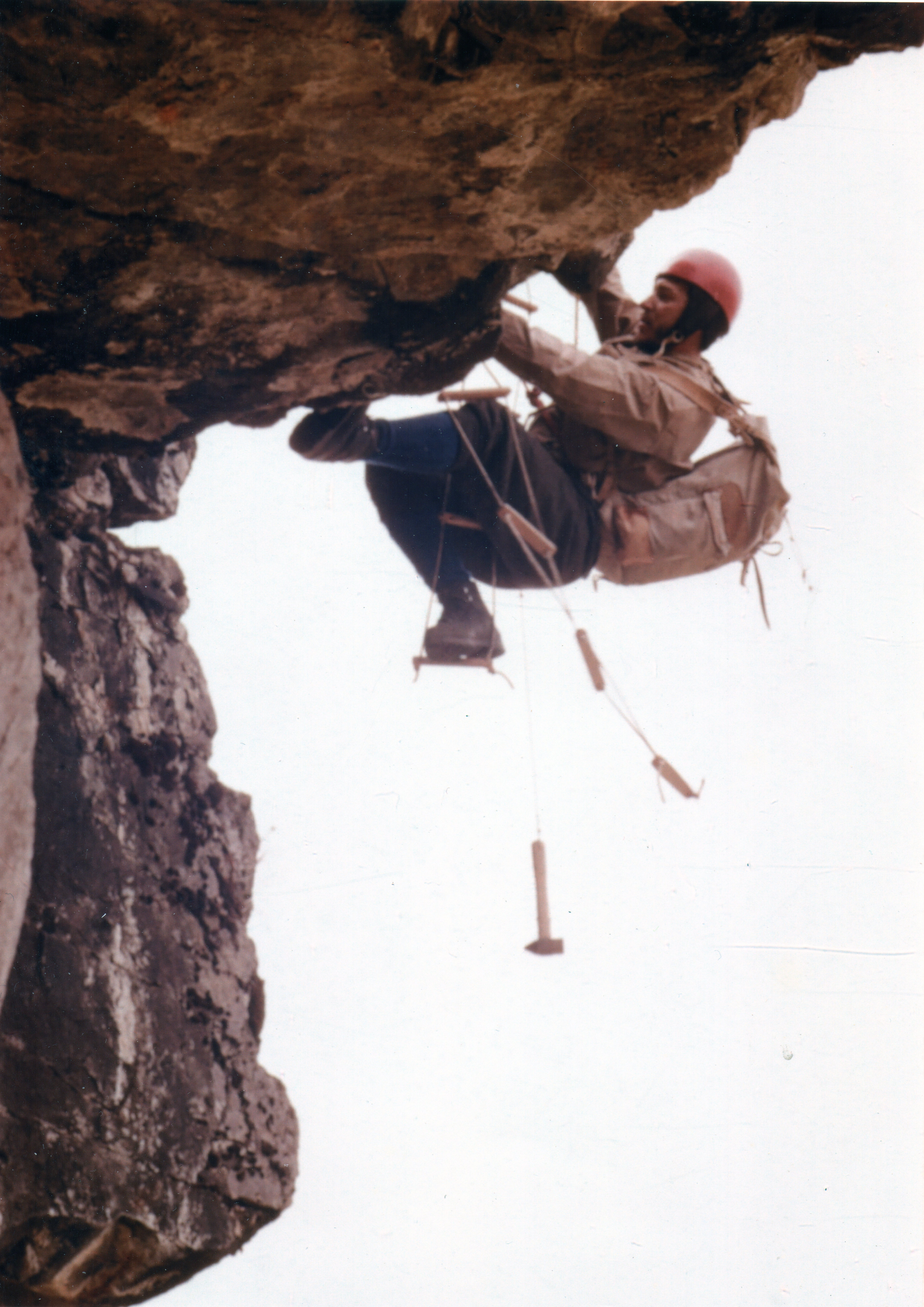
Josve Intento a superare in artificiale un difficile tetto che lo separa dalla cima della torre sud delle torri del Paine (1953).

### Libri di Andrea Oggioni
- 1991 La vita dello spirito nel ritmo delle cose. 160 pp, Tamari montagna, Bologna (Bo), ISBN 9788880430193
- 2003 - Diario Olografo. 157 pp, Nordpress Edizioni, Chiari (BS), collana "Campo Base", ISBN 88-88657-08-8
- 2012 - Le mani sulla roccia. 280 pp, Vivalda Editori, Torino, collana "I Licheni" ISBN 978-88-7480-179-4

### Libri di Armando Aste
- Armando Aste, Pilastri del Cielo, 360 pp, Nordpress, Italia, 2000. ISBN 978-88-8538-266-4